# Avia BH-33
L'Avia BH-33 era un caccia biplano, monomotore, prodotto dall'azienda cecoslovacca Avia negli anni venti impiegato in Cecoslovacchia, oltre che in molti altri paesi, anche durante la seconda guerra mondiale.

## Storia del progetto
Il progetto del caccia biplano Avia BH-33 venne sviluppato dall'ufficio tecnico della ditta Avia nel 1927, per sostituire il precedente caccia biplano Avia BH-21. Il nuovo aereo si basava essenzialmente sul precedente caccia sperimentale BH-21J, che aveva dimostrato promettenti margini di sviluppo. Il velivolo venne ottenuto accoppiando la cellula originale del BH-21J al nuovo propulsore radiale Bristol Jupiter a 9 cilindri, raffreddati ad aria. La costruzione del nuovo motore avvenne in Cecoslovacchia, in quanto la ditta Walter ne acquisì la licenza di produzione.  Altra caratteristica peculiare del caccia Avia BH-33 era di avere l'ala superiore dotata di minor apertura rispetto a quella inferiore. Il progetto del nuovo velivolo era dovuto agli ingegneri Pavel Beneš e Miroslav Hajn.
Il primo prototipo, designato BH-33.1, volò per la prima volta il 21 ottobre 1927, nelle mani del capo collaudatore Karel Fritsch, ma i primi test furono deludenti, rivelando prestazioni solo marginalmente migliori rispetto al precedente BH-21, anche se dotato di una versione più potente del propulsore Bristol Jupiter. Il 12 dicembre dello stesso anno venne installato l'armamento, basato su due mitragliatrici Vickers da 7,7 mm, e fu modificata la parte anteriore della fusoliera. Il BH-33.1, dotato di propulsore Bristol Jupiter VII da 480 CV, effettuò le prove ufficiali il 18 ottobre 1928. Durante tali test l'aereo raggiunse una velocità massima di 269 km/h (a 7 000 m), un rateo di salita di 11 m/sec, salendo alla quota di 5 000 m in 8'5", e a 7 000 m in 15 minuti. Il 12 novembre dello stesso anno il prototipo BH-33.1 venne trasferito presso l'Istituto Militare di Studi sull'Aviazione (VLÚS) per effettuare ulteriori test. L'8 febbraio 1935 il velivolo venne consegnato al 3º Reggimento Aereo basato sull'aeroporto di Vajnory.
Venne costruito un ulteriore prototipo, designato BH-33.2, dotato di propulsore Bristol Jupiter IV da 420 hp, azionante un'elica bipala metallica Reed, che volò per la prima volta il 14 gennaio 1928, sempre nelle mani del collaudatore Karel Fritsch. Questo prototipo fu ufficialmente presentato all'aeronautica militare del Belgio, che allora era alla ricerca di un nuovo caccia. Al suo ritorno in patria venne consegnato al V.L.Ú.S. dove servì al collaudo di numerosi tipi di propulsori. Il 24 maggio 1929 l'aereo venne ufficialmente consegnato all'aeronautica militare cecoslovacca.
Le prestazioni dei due prototipi furono ritenute buone ed il 17 ottobre 1928 il Ministero della Guerra cecoslovacco decise di ordinare alla ditta un lotto di cinque velivoli (comprendente il secondo prototipo e quattro esemplari di preserie, matricole da BH-33.2 a BH-33.6) dotati di propulsori Bristol Jupiter VI. Gli esemplari di preserie differivano dai due prototipi per la possibilità di trasportare delle piccole bombe in attacchi subalari. In realtà il primo esemplare di preserie, matricola BH-33.3, aveva già volato per la prima volta il 4 maggio 1928 e venne consegnato alla ČVL contemporaneamente al secondo prototipo. Tutti i velivoli di preserie furono consegnati al 3º reggimento aereo.
Tre esemplari furono venduti al Belgio, che acquisì anche la licenza di produzione dell'aereo, che però non fu mai utilizzata, mentre l'Unione Sovietica ne acquistò due esemplari. La Polonia acquistò un esemplare completo del velivolo, dotato di propulsore Bristol Jupiter VII e la licenza di produzione per cinquanta esemplari.
La ditta Avia continuò a sviluppare l'aereo, riprogettando quasi totalmente la fusoliera, sostituendo la struttura lignea con una a sezione ovale costituita da tubi d'acciaio saldati. Questa nuova versione venne designata BH-33E e si rivelò perfettamente all'altezza dei velivoli da caccia in produzione all'epoca. Il prototipo (BH-33.1009) effettuò il primo volo il 28 maggio 1929, dotato di propulsore Gnome-et-Rhône Jupiter VI.  Nonostante l'aumento di peso, la velocità massima era di circa 10 km/h superiore alla precedente versione (toccando i 285 km/h alla quota di 1 500 metri), così come migliore era il rateo di salita iniziale. Inizialmente il propulsore presentava problemi di surriscaldamento, ma l'adozione di piccole modifiche al sistema di raffreddamento permise di raggiungere una temperatura massima accettabile.  La ČVL ordinò tre ulteriori prototipi (designati BH-33.7, 33.8 e 33.9). Il BH-33.7 servì da base per lo sviluppo delle previste versioni BH-33N (motore Bristol Jupiter VI), BH-33NH (motore BMW Hornet da 525 hp) e BH-33-VII (motore Bristol Jupiter VII da alta quota). Il 13 agosto 1929 il prototipo BH-33.7, con ai comandi il capitano František Malkovský, precipitò a Borová, in Moravia, andando distrutto. Nello stesso anno il prototipo BH-33.7 venne presentato al Salone dell'Aeronautica di Parigi, dove diede una dimostrazione delle doti del velivolo eseguendo complesse acrobazie aeree.

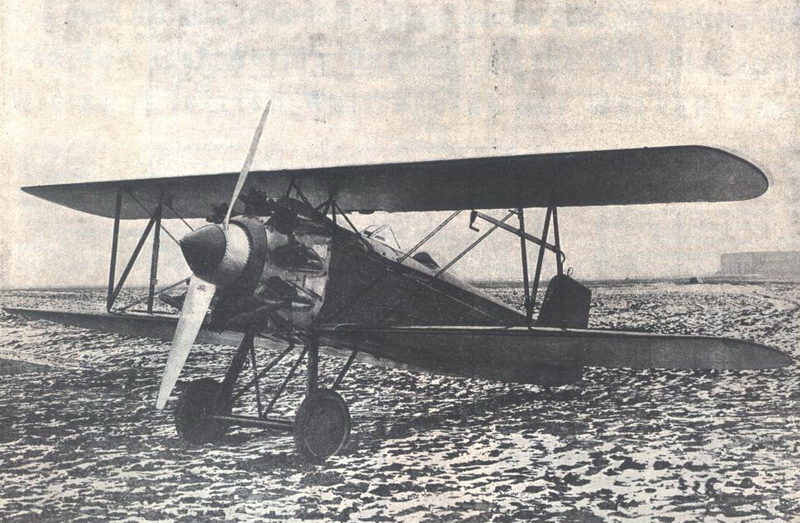
Avia BH-33 con motore Walter-Jupiter 480-600 HP.

Il prototipo BH-33.9 divenne il dimostratore della prevista versione di serie B-133 per la ČVL. Il 10 luglio 1930 venne mostrato, senza successo, ad una delegazione danese, mentre il 29 agosto il sergente Rudolf Švábenský lo esibì in volo a Bucarest, davanti ad una delegazione rumena. Sulla via del ritorno l'aereo ebbe un guasto al motore e precipitò nelle vicinanze di Sibiu. Il pilota si lanciò con il paracadute rimanendo illeso. L'aviazione militare cecoslovacca aveva collaudato il primo esemplare di B-133.1 il 29 agosto 1929, ma non fu convinta delle possibilità dell'aereo. Anche se due BH-33E (matricole 33.10 e 33.11) vennero acquistati per il team nazionale di acrobazia aerea, la ČVL decise di non acquistare ulteriori velivoli e la fabbrica costruttrice dovette cercare nuovamente clienti all'estero. L'Avia riuscì a vendere aerei alla Jugoslavia (con relativa licenza di produzione per 24 velivoli da costruirsi a cura della ditta Ikarus), ed all'Unione Sovietica.
Alla fine del 1929 la fabbrica, sempre alla ricerca di ordini di produzione, presentò un'ulteriore versione dell'aereo, designata BH-33L. Questa versione era dotata di ali con apertura alare maggiorata, e motore in linea Skoda L (Hispano-Suiza 12Gb costruito su licenza) da 580 CV.  Il primo prototipo di questa versione (designazione della ČVL, Ba-33L.1) volò per la prima volta il 3 agosto 1929 e portò l'azienda a vendere sul mercato interno, come aveva sempre sperato. Il 1º gennaio 1933 l'aeronautica militare cecoslovacca ordinò 80 esemplari di BH-33L, con il Ministero della Guerra cecoslovacco che finanziò immediatamente l'acquisto dei primi quattro esemplari di preserie.
La variante finale fu il BH-33N, dotata di propulsore americano Pratt & Whitney Hornet (costruito su licenza dalla BMW) da 525 hp, ma non ottenne alcun ordine di produzione.

## Tecnica
Il BH-33 era un velivolo da caccia realizzato inizialmente a struttura mista, in legno e tela. Nella versione BH-33E la fusoliera era costruita in tralicci d'acciaio rivestiti di tela. La cabina di pilotaggio singola era posizionata in corrispondenza del bordo d'uscita alare, completamente scoperta.
Le ali erano in configurazione sesquiplana di tipo invertito: il piano alare superiore era, cioè, più corto di quello inferiore. Le due ali erano tra loro collegate da un sistema di montanti.
Il carrello d'atterraggio era di tipo classico, con due elementi monoruota tra loro collegati da un assale rigido, congiunti alla fusoliera da una struttura ad "V", in tubi metallici.
Il propulsore installato inizialmente era un motore radiale Bristol Jupiter a 9 cilindri, raffreddati ad erogante la potenza di 480 CV.  Sulle successive versioni venne installato un motore Skoda L (Hispano-Suiza 12Gb costruito su licenza) a 12 cilindri a V raffreddati a liquido, in grado di sviluppare la potenza di 580 CV (430 kW) ed azionante un'elica bipala lignea.
L'armamento fisso era costituito da due mitragliatrici Vickers Mk.28 calibro 7,7 mm disposte al di sopra del motore e sparanti attraverso il disco dell'elica, in seguito sostituite dalle mitragliatrici di produzione nazionale Vz.28 calibro 7,92 millimetri.

## Impiego
Il nuovo aereo venne consegnato al 4-TH (il solo Gruppo da caccia del paese) di stanza a Hradec-Kralove, e agli Squadron da caccia No.1 ° e No.4 ° appartenenti a Reggimenti misti.  Inizialmente gli aerei erano armati con due mitragliatrici Vickers da 7,7 mm, che in seguito furono sostituite con le mitragliatrici nazionali Vz.28 di produzione cecoslovacca (una modifica della stessa Vickers) da 7,92 millimetri.
Alla parata aerea di Praga nel settembre 1933 venne effettuata la dimostrazione in volo di tre BH-33, pilotati dai piloti Kautsky, Rzhechka e Hubachek. Già dal 1935, con le consegne dei nuovi caccia Avia B-534, i vecchi BH-33 vennero trasferiti alle unità della riserva per essere utilizzati come addestratori. In particolare essi andarono ad equipaggiare la scuola cadetti di Prostejov.  In questo utilizzo i BH-33 sopravvissero fino alla crisi di Monaco di Baviera, nel 1938.  In quei giorni essi vennero nuovamente rimessi in servizio attivo come caccia di riserva.
Quando avvenne la spartizione della Cecoslovacchia, tutti i velivoli e le attrezzature dell'aviazione cecoslovacca furono consegnati ai tedeschi, che ne girarono una parte alla neocostituita aviazione slovacca.

### Il concorso aereo del 1929
Il 22 agosto 1929 si tenne un concorso aereo riservato agli aerei da caccia delle aeronautiche della Piccola intesa (Cecoslovacchia, Jugoslavia e Romania) più la Polonia. Il percorso prevedeva il raid Bucarest-Jassy-Leopoli-Varsavia-Cracovia-Praga-Brno-Zagabria-Belgrado-Bucarest. Risultò vincitore il Capitano pilota cecoslovacco Josef Kalla su caccia Letov Š-131. Ecco i risultati:
- 1 - Vincitore il capitano cecoslovacco Josef Kalla, su caccia Letov Š-131;
- 2 - capitano cecoslovacco Karel Mareš, su caccia Avia BH-33-VII;
- 3 - Lt. jugoslavo Leonid Bajdak, su caccia Avia BH-33;
- 4 - capitano jugoslavo Zlatko Sintic, su caccia Avia BH-33;
- 5 - capitano rumeno Trajan Paelea, su caccia Dewoitine D.27 C.1;
- 6 - Lt. rumeno E. Parvulescu, su caccia Nieuport-Delage NiD-72 C.1;
- 7 - Lt. Rumeno C. Tanasescu, su caccia Dewoitine D.27 C.1;
- 8 - Lt. Polacco Jerzy Bajan, su caccia SPAD S-61 C.1;
- 9 - capitano polacco Leopold Pamula, su caccia Fiat C.R.20

Da notare che il caccia Avia BH-33 arrivò in tre delle prime quattro posizioni.

### Belgio
L'Aéronautique Militaire/Militair Vliegwezen acquistò direttamente in fabbrica tre esemplari del caccia BH-33. Il primo esemplare (n/c 1003) volò per la prima volta il 19 giugno 1929 e fu consegnato il 10 luglio dello stesso anno. Il secondo aereo (n/c 1001) fu consegnato sette mesi dopo, mentre il terzo (n/c 1006) lo seguì dopo altri quattro mesi. Il contratto con l'Avia prevedeva anche la cessione della licenza di produzione del velivolo, che però non fu mai utilizzata. L'esemplare BH-33.1006, a causa di problemi tecnici, non fu accettato dall'Aéronautique Militaire/Militair Vliegwezen e venne rimandato in Cecoslovacchia. Al suo posto venne ordinato un esemplare della versione BH-33E (n/c 1014), dotato di motore Gnome-et-Rhône Jupiter VII per il volo ad alta quota. Questo velivolo volò per la prima volta il 4 ottobre 1929, giungendo in Belgio pochi giorni dopo. I tre aerei entrarono in servizio presso l'11a Escadrille de Chasse sulla base di Nivelles, assieme ai caccia Avia BH-21. Già a partire dal 1932 i caccia Avia BH-21 e BH-33 furono sostituiti dai Fairey Firefly. Gli aerei superstiti furono consegnati alla scuola di volo di Wevelgem, dove rimasero in servizio fino al 1936 quando furono ceduti alla ditta privata Mulot-Ertag di Bruxelles.

### Cina
Durante la produzione il caccia BH-33 fu offerto per l'esportazione a diversi paesi. Il 17 marzo 1930 un velivolo BH-33 (matricola n/c 1020) venne trasferito, smontato, in Cina per effettuare una presentazione in volo alle autorità militari cinesi. Trasferito via mare l'aereo venne assemblato sull'aeroporto di Mukden, Manciuria, a partire dal 12 giugno 1930. Tale aereo volò per la prima volta il 7 ottobre dello stesso anno, compiendo una serie di dimostrazioni in volo ma, tuttavia, l'aviazione cinese non emise nessun ordine di acquisto. Successivamente, con l'invasione giapponese della Manciuria, il 19 settembre 1931 l'aereo cadde nelle mani degli specialisti dell'Imperial Army Air Force (Nihon Kutei Rikugun). Il velivolo venne dichiarato preda bellica nel mese di ottobre, venendo successivamente assegnato alla Čang Süe Liang Air Force. Nel giugno 1932 la Nihon Kutei Rikugun usò l'aereo in operazione di attacco al suolo nella regione di Tsitsikar. Il 17 marzo 1933 l'aereo venne definitivamente acquistato dal governo giapponese per il controvalore di 30 000 dollari. Non è noto il suo uso successivo.

### Croazia
Nel 1941 la neocostituita Zrakoplovstvo Nezavisne Države Hrvatske ricevette 7 velivoli BH-33E catturati dai tedeschi durante la Campagna di Jugoslavia dell'aprile 1941. Il 1º gennaio 1942 questi aerei armavano il 17th Jato (Squadron) sull'aeroporto di Rajlovac, vicino a Sarajevo, impiegati come caccia. A partire dal 15 gennaio vennero impiegati in azioni belliche durante la seconda offensiva contro i partigiani jugoslavi di Tito. Gli aerei appartenevano al 6th Wing Mixed (16, 17 e 18 Jato) al comando di Ivan Cenić. A partire dal 28 maggio dello stesso anno due aerei dello Squadron furono trasferiti sull'aeroporto di Zalužani, nelle vicinanze di Banja Luka, subordinati al comando della 714ª Divisione di fanteria tedesca. I restanti aerei vennero trasferiti, nel giugno 1942, al 5th Jato da ricognizione del 2nd Wing, basato sull'aeroporto di Rajlovac, che li usò fino all'ottobre 1943. Tutti i velivoli superstiti furono radiati entro il 1º ottobre 1944. Durante il suo utilizzo la NDH impiegò gli Avia BH-33E contro la guerriglia impiegandolI essenzialmente come aereo da attacco leggerI, ma anche come velivolI da ricognizione.

### Germania
Quando, in seguito all'accordo di Monaco, avvenne la spartizione della Cecoslovacchia, tutti i velivoli e le attrezzature dell'aviazione cecoslovacca vennero consegnati ai tedeschi. La Luftwaffe distribuì i vecchi aerei a scopo didattico presso le scuole addestramento dei meccanici. Nell'aprile 1941 le forze tedesche catturarono in Jugoslavia undici velivoli Avia BH-33. Sette di essi, gli esemplari in condizioni migliori, vennero ceduti alla neocostituita aviazione croata.

### Grecia
Pur avendo effettuato valutazioni operative nel 1929 con le versioni BH-33 e BH-33E il governo greco non aveva mai preso in considerazione l'acquisto del velivolo. Nel marzo del 1935 il governo del primo ministro Venizelos acquistò, per conto della Polemikí Aeroporía, 5 caccia BH-33SHS di produzione jugoslava, assieme a 10 ricognitori Breguet 14. Gli aerei, trasferiti da piloti jugoslavi, giunsero sull'aeroporto di Sédes, vicino Solun, già l'8 marzo, ed andarono a costituire la dotazione del 20° Mira. Verso la fine dello stesso anno i velivoli furono impiegati in operazioni antiguerriglia contro i ribelli nella Macedonia. Assieme ai due successivi Avia B-534 i caccia BH-33SHS formarono la forza principale d'intercettazione dell'Aeronautica militare (EVA) fino all'arrivo dei caccia polacchi PZL P.24 nel maggio del 1937. Successivamente gli aerei furono destinati all'addestramento caccia, compito svolto fino all'aprile 1941, quando con l'invasione italo-tedesca del paese venne ordinata la loro distruzione per impedirne la cattura.

### Italia
Nell'aprile 1941 le forze italiane catturarono in Jugoslavia un velivolo Avia BH-33E. Tale aereo fu valutato dai tecnici della Regia Aeronautica, ma non ebbe alcun impiego e venne demolito.

### Jugoslavia
Inizialmente il governo jugoslavo acquistò tre caccia BH-33E (matricole 2001/2003). Quando uno di questi esemplari andò perso venne sostituito da un ulteriore velivolo (matricola 2004). Nel 1931 venne ordinato un ulteriore lotto di 20 aerei (matricole 2005/2024), ed inoltre si acquistò anche la licenza di produzione. Gli aerei acquistati in Cecoslovacchia erano dotati di propulsore Bristol Jupiter VI da 450 hp. Tra il gennaio 1934 ed il marzo 1937 la fabbrica Ikarus di Zemun produsse su licenza un ulteriore lotto di 22 esemplari (matricole 2025/2046), designati BH-33E-SHS. Cinque dei caccia prodotti su licenza BH-33E-SHS, vennero venduti alla Grecia nel 1935. Tutti i velivoli prodotti su licenza erano equipaggiati di propulsore Bristol Jupiter 9Ad, prodotto dalla IAM su licenza Gnôme-et-Rhône, da 420 hp che rimpiazzarono progressivamente gli originali motori Bristol anche sugli aerei del primo lotto. Nel 1939, con l'introduzione in servizio di nuovi tipi di caccia, gli Avia BH-33 vennero relegati al ruolo di addestratori al combattimento. Alcuni dei BH-33E sopravvissero in servizio fino all'attacco tedesco alla Jugoslavia del 1941. Il 6 aprile 1941 il 36. Lovacka Grupa basato a Rezanovacka Kosa si oppose ai primi attacchi tedeschi. Due caccia Hawker Fury erano impegnati in una perlustrazione verso Kratovo. Tutti i Grupa erano stati avvertiti di aspettarsi di incursioni aeree all'alba ed il resto del Grupa fu attaccato sulla pista mentre era in fase di decollo da almeno 30 caccia Messerschmitt Bf 109E e Messerschmitt Bf 110 (dei reparti LG 2 ed II/ZG 26). La maggior parte degli aerei iugoslavi riuscì a decollare e solamente un caccia Hawker Fury, un RWD 13 e tre aerei da addestramento Avia BH-33E furono distrutti a terra.
Alla data dell'invasione tedesca tre caccia biplani Avia BH-33E-SHS furono consegnati alla Independent Fighter Eskadrila della 2ª Scuola Caccia basata a Mostar. Due di questi obsoleti caccia biplani vennero distaccati a Podgorica, nel Montenegro.
Il 6 aprile 1941 il campo d'aviazione fu attaccato dalla 7./JG 26 ed i due caccia Avia BH-33E decollarono immediatamente. L'Oberleutnant Joachim Müncheberg ne abbatté uno sul campo d'aviazione alle 12:05 (la sua 34ª vittoria) e l'altro fu abbattuto cinque minuti più tardi, durante un violento combattimento tra caccia sulle montagne dal Leutnant Klaus Mietusch (alla sua 6ª vittoria). Il Porucnik (Primo Tenente) Milenko M. Milivojevic e il Narednik (sergente) Djordje Cvetkovic-Ciga rimasero tutti e due uccisi. I piloti tedeschi ritennero gli aerei abbattuti caccia Hawker Fury. Nello stesso giorno Müncheberg chiese la conferma dell'abbattimento di altro BH-33 e di un ricognitore Breguet 19 distrutti sull'aeroporto di Podgorica (la richiesta del ricognitore Breguet non fu comunque concessa).
Secondo il registro iugoslavo Cvetkovic-Ciga fu accreditato di due vittorie su aerei italiani, più un terzo non confermato distrutto per collisione. Milivojevic fu accreditato di una vittoria su un caccia italiano. Queste vittorie non possono essere confermate, perché i caccia tedeschi che attaccarono non sembrano avere sofferto di alcuna perdita. Diversi BH-33E catturati a terra dai tedeschi furono successivamente consegnati ai loro alleati croati.

### Lettonia
Il 31 gennaio 1929 il Capt. A. Dzenitis fu mandato in Cecoslovacchia per provare in volo un caccia Avia BH-33 in vista dell'acquisto del velivolo da parte delle autorità militari lettoni. Nello stesso anno il Capt. A. Dzenitis andò in Inghilterra per provare il caccia Bristol Bulldog per lo stesso scopo. Dopo la stesura della sua relazione tecnica il governo lettone prese la decisione di acquistare il velivolo britannico.

### Polonia

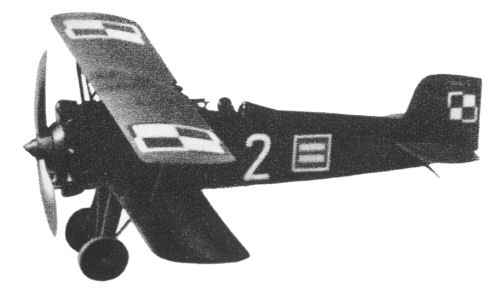
PWS-A

Nel 1928 la Polonia acquistò un esemplare del velivolo dotato di propulsore Bristol Jupiter VII, ed inoltre acquisì la licenza di produzione dell'aereo. La PZL produsse una preserie di 10 velivoli, ma il grosso della produzione su licenza fu intrapreso dalla fabbrica PWS di Biała Podlaska, che costruì 50 velivoli con la designazione PWS-A. Questi aerei erano dotati di propulsori Bristol Jupiter IV d'importazione, e raggiungevano la velocità massima di 242 km/h. Gli aerei entrarono in servizio con la Forza Aerea Polacca nel 1930, andando ad equipaggiare i No 121° e No 122° Squadron, che facevano parte del 2º Reggimento d'Aviazione. Il caccia PWS-A prestò servizio per breve periodo di tempo nelle file della Forza Aerea Polacca. Il velivolo equipaggiò la prima pattuglia acrobatica dell'aviazione polacca, denominata Trójka Bajana, che comprendeva: Cpt. pil. Jerzy Bajan,  Cpt. pil. Karol Pniak e Cpt. pil. Macek. Nel 1933 si cominciò a sostituire l'aereo con i monoplani di produzione nazionale PZL P.7a. Queste macchine continuarono ad essere utilizzate come addestratori acrobatici fino al 1935, e come addestratori basici fino al 1939.
Un esemplare (secondo altre fonti due)  di BH-33R venne inviato in Polonia. L'aereo venne preso in considerazione come potenziale sostituto del caccia PWS-A, ma la fabbrica di Biala Podlaska avviò un progetto nazionale designato PWS-10 che fu adottato dalle Siły Powietrzne.

### Slovacchia
Nel marzo 1939, sotto il patrocinio dei tedeschi, venne formato il governo fantoccio slovacco. Esso decise subito di creare una propria forza aerea, designata Slovenské vzdušné zbrane, che ricevette, principalmente, gli aeromobili in servizio presso l'ex 3º Reggimento dell'aviazione cecoslovacca, tra cui tre addestratori BH-33. Uno di questi non entrò mai in servizio, mentre i rimanenti due aerei furono assegnati alla scuola di volo di Pieštany, dove prestarono brevemente servizio prima di essere demoliti nel 1941.

### Spagna
Dopo lo scoppio della guerra civile il governo repubblicano era alla disperata ricerca di qualunque velivolo potesse avere una qualche utilità militare. La ditta belga Mulot-Ertag propose l'acquisto di un velivolo BH-33-3 giacente presso i suoi hangar. Si trattava di un aereo già appartenente all'Aeronautique Militaire Belge, acquistato dalla ditta dopo che era stato dichiarato surplus e posto in vendita per l'uso civile.  L'aereo, vetusto e disarmato, fu venduto tramite un intermediario francese, M. Vandevelde, che risultava l'acquirente ufficiale. L'aereo fu preparato per il volo di consegna, ma sorse il problema di quale pilota avrebbe trasferito il velivolo in Spagna. Il proprietario della ditta belga, M. Mulot, propose di affidare il velivolo ad un ex sergente dell'Aeronautique Militaire Belge, André Autrique. Nonostante l'amministrazione belga avesse piazzato, nel mese di agosto 1936, due gendarmi a sorvegliare l'aereo, il pilota decollò senza problemi dall'aeroporto di Bruxelles-Evere il 26 dello stesso mese. Il primo scalo in Francia fu effettuato senza problemi presso l'aeroporto di Toussus-le-Noble.  Quando l'aereo effettuò un atterraggio forzato sull'aeroporto di S.te Foy le Grand, nei pressi di Livourne, il pilota fu arrestato dalla gendarmeria francese. André Autrique fornì ai gendarmi il numero di telefono personale del Ministro dell'Aviazione francese Pierre Cot. Dopo una telefonata con il capo di gabinetto del Ministro il pilota venne rilasciato ed un meccanico partì da Tolosa per Ste Foy le Grand con il compito di riparare l'aereo. Dopo le opportune riparazioni l'aereo decollò per Montaudran e da lì proseguì per Barcellona, dove giunse il 29 agosto. Dopo l'arrivo sull'aeroporto di El Prat il velivolo fu ufficialmente consegnato agli spagnoli. Sul vecchio caccia fu installato il sistema di sincronizzazione delle mitragliatrici di un caccia Nieuport-Delage NiD-52 fuori uso, ed un armamento su due mitragliatrici Vickers da 7,7 mm. Nonostante fosse deciso l'invio dell'aereo nel settore di Madrid dove vi era disperato bisogno di aerei da caccia il vecchio Avia BH-33 rimase sugli aeroporti della zona di El Prat (dove vi erano tre aeroporti). Su quello di Canudas la Generalitat della Catalunya costituì una scuola di volo, che operò per breve tempo, ed è probabile che l'aereo abbia terminato qui la sua carriera, probabilmente scassato da qualche giovane pilota.

### Unione Sovietica
Due caccia BH-33 (che non ricevettero alcuna denominazione speciale), furono acquistati dall'Unione Sovietica. L'acquisto di aerei da combattimento dotati di motori Bristol Jupiter VII era stato incluso nel piano di importazione del 1928, ed inoltre era stata anche valutata la possibilità di acquisire una serie di queste macchine dalla Cecoslovacchia o di costruirle in Unione Sovietica sotto licenza. Ciò era principalmente motivato dal basso prezzo di produzione. Al momento della conversione in rubli una cellula di BH-33, senza il motore, costava 13 000 rubli, mentre un caccia Tupolev I-4 completo almeno 35.000 rubli. A circa lo stesso prezzo venivano commercializzati i caccia tedeschi e britannici dell'epoca. Le due macchine (numeri di serie 1004 e 1005) arrivarono in Unione Sovietica nel maggio del 1929. Fonti cecoslovacche dicono che vi fu l'acquisto di tre aerei, ma negli archivi russi non è stata trovata traccia del terzo velivolo. I BH-33 sovietici erano equipaggiati con motori da alta quota
Bristol Jupiter VII, eliche Reid e mitragliatrici PV-1 da 7,62 mm. Dal maggio 1929 il BH-33 matricola 1.004 venne assegnato all'Istituto Sperimentale delle Forze Aeree sovietiche (NII V-VS), ma già nel mese di agosto dello stesso anno un esemplare (matricola n/c 1004) subì la rottura irreparabile del propulsore. Il velivolo rimase a lungo a terra in attesa della riparazione del motore, in quanto si scoprì che le speciali viti usate per il montaggio delle carenature di raffreddamento dei cilindri non corrispondevano a quelle originali. Nel mese di agosto del 1931 il secondo BH-33 (n/c 1005) iniziò un nuovo programma di test, che non venne completato a causa del manifestarsi di pericolosi cedimenti strutturali. Tuttavia i collaudi in volo effettuati elogiarono la manovrabilità e la stabilità del caccia cecoslovacco, dotato di buona visibilità e facilità di decollo e di atterraggio. Purtroppo le sue prestazioni non soddisfacevano più i requisiti emessi dalla VVS nel 1931. Nella maggior parte dei test condotti, in particolare sulla manovrabilità, il BH-33 perse il confronto con il caccia sovietico Polikarpov I-5 dotato di motore M-22, la copia sovietica del Bristol Jupiter. Nel confronto con l'I-5 dotato di motore sperimentale Bristol Jupiter VII, il caccia cecoslovacco non manifestava alcun beneficio in termini di velocità massima e quota raggiungibile. Al termine delle prove, visti i risultati, venne deciso di non adottare l'aereo.

## Versioni

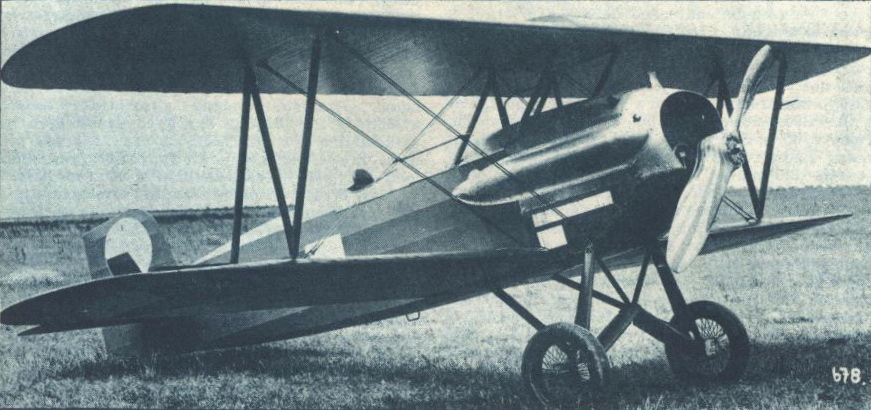
Avia BH-33L

- BH-33.1: primo prototipo, dotato di propulsore Bristol Jupiter, primo volo il 21 ottobre 1927.
- BH-33.2: secondo prototipo e quattro velivoli di preserie, dotati di propulsori Bristol Jupiter VI prodotti su licenza dalla Walter. *BH-33-3: versione costruita in tre esemplari per l'Aeronautique Militaire Belge.
- BH-33E: versione per la Jugoslavia costruita in 4 esemplari di preserie (matricole 2001/2004) e 20 esemplari di serie (matricole 2005/2024). Caratteristiche tecniche: un motore radiale Bristol Jupiter VI, a 9 cilindri, raffreddati ad aria da 543 CV (405 kW) a 0 m e 450 hp in quota; apertura alare 8,90 m; lunghezza 7,04 m; altezza 2,79 m; superficie alare 22,20 m²; peso a vuoto 850 kg,  totale 1 270 kg; velocità massima 285 km/h, di crociera 250 km/h; autonomia 450 km; tangenza 7 500 m. Armamento su 2 mitragliatrici Vickers Mk.28 da 7,7 mm..
- BH-33E-SHS: versione prodotta su licenza in 22 esemplari (matricole 2025/2046), tra il gennaio 1934 ed il marzo 1937, dalla fabbrica Ikarus di Zemun.
- BH-33L: versione di serie per l'aviazione cecoslovacca, dotata di apertura alare maggiorata e propulsore in linea Skoda L (Hispano-Suiza 12Gb costruito su licenza). Caratteristiche tecniche: un motore in linea Skoda L a 12 cilindri, raffreddato a liquido, da 580 CV (430 kW); apertura alare 8,90 m; lunghezza 7,22 m; altezza 3,13 m; superficie alare 25,5 m²; peso a vuoto 1 117 kg, massimo al decollo 1 560 kg; velocità massima 315 km/h, di crociera 298 km/h; rateo di salita 9,9 m/s; autonomia 280 km; tangenza 8 000 m. Armamento su 2 mitragliatrici Vz 38 da 7,92 mm.
- BH-33N: un prototipo dotato di propulsore Pratt & Whitney Hornet da 525 CV (391 kW) costruito su licenza dalla BMW.

## Utilizzatori
Belgio
- Aéronautique Militaire/Militair Vliegwezen

 Cecoslovacchia
- Češkoslovenske Vojenske Letectvo

 Repubblica di Cina
- Chung-Hua Min-Kuo K'ung-Chün

 Croazia
- Zrakoplovstvo Nezavisne Države Hrvatske

 Germania
- Luftwaffe

 Grecia
- Polemikí Aeroporía

 Giappone
- Dai-Nippon Teikoku Rikugun Kōkū Hombu (preda bellica)

 Italia
- Regia Aeronautica (preda bellica)

 Lettonia
- Latvijas Gaisa Spēki

 Polonia
- Siły Powietrzne

 Slovacchia
- Slovenské vzdušné zbrane

 Spagna
- Fuerzas Aéreas de la República Española

 Unione Sovietica
- VVS

 Jugoslavia
- Jugoslovensko kraljevsko ratno vazduhoplovstvo i pomorska avijacija